# Mohamed Helmy

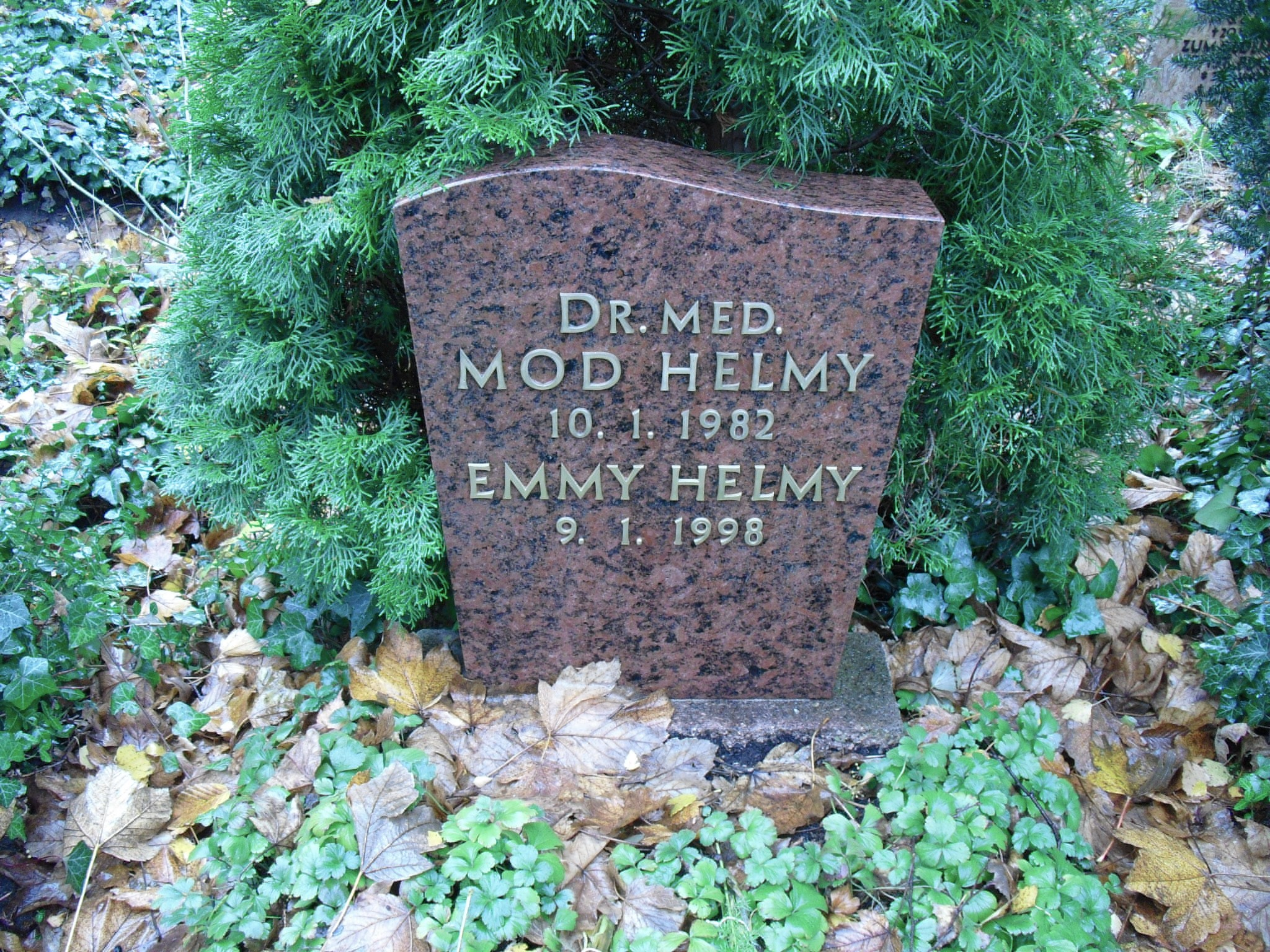
Hrob egyptského lékaře Mod Helmyho ve Friedhof Heerstraße v Berlíně-Westend

Mohammed Helmy (25. července 1901 Chartúm – 10. ledna 1982 Západní Berlín) byl egyptsko-německý lékař, který zachránil několik Židů před nacistickou perzekucí v Berlíně během holokaustu. Byl uznán jako Spravedlivý mezi národy Yad Vashem. Stal se tak prvním Arabem, který byl takto uznán.

## Život
Mohammed Helmy se narodil v Chartúmu v Súdánu. Jeho otec byl majorem egyptské armády. V roce 1922 odešel studovat medicínu do Berlína. Pokračoval jako primář urologického oddělení v nemocnici Roberta Kocha po promoci a vyučení u židovského profesora medicíny prof. Georga Klemperera.
Nemocnice, která byla značně zapojena do nacistické politiky, začala tři měsíce po nástupu nacistů k moci v roce 1933 propouštět, čímž ztratila téměř všechny své vědce. Helmy nebyl v té době sám vyhozen, ale byl diskriminován a nakonec zbaven svých povinností v roce 1938 na základě toho, že byl podle nacistické rasové teorie neárijský Hamit. Bylo mu také zakázáno pracovat v nemocnicích a oženit se se svou německou snoubenkou Annie Ernstovou.
V září 1939 byl zaveden zákon, který vyžadoval, aby se občané „nepřátelských států“ registrovali u úřadů.